# Arthur Carnell
Arthur Carnell (n. 21 martie 1862, Londra, Regatul Unit al Marii Britanii și Irlandei – d. 11 septembrie 1940, Londra, Anglia, Regatul Unit) a fost un trăgător de tir ce a reprezentat Regatul Unit al Marii Britanii și al Irlandei de Nord, medaliat olimpic. A participat la o ediție a Jocurilor Olimpice (1908) în care a câștigat o medalie de aur.

## Participări
Lista de mai jos prezintă principalele competiții la care a participat Arthur Carnell de-a lungul carierei.
- shooting at the 1908 Summer Olympics – men's stationary target small-bore rifle[*]